# Mer Kijowa
Mer Kijowa – najwyższy organ wykonawczy miasta Kijów obok przedstawiciela Kijowskiej Miejskiej Administracji Państwowej. Jest wybierany w wyborach demokratycznych na czteroletnią kadencję.

## Podstawa prawna
Urząd mera Kijowa został utworzony na mocy ustawy O samorządzie lokalnym na Ukrainie z 21 maja 1997 roku. Zgodnie z art. 1. ustawy O wyborach deputowanych rad lokalnych oraz burmistrzów wsi, miast i miasteczek z 14 stycznia 1998 roku, merowie miast wybierani są w wyborach demokratycznych na czteroletnią kadencję. 15 stycznia 1999 weszła w życie ustawa O stolicy Ukrainy – bohaterskim mieście Kijów, która określała dodatkowe kompetencje mera i stanowiła, że jest wybierany w wyborach bezpośrednich wedle ustawy O wyborach deputowanych rad lokalnych oraz burmistrzów wsi, miast i miasteczek.
Wcześniej jedynym przywódcą miasta był przedstawiciel Kijowskiej Miejskiej Administracji Państwowej, nominowany przez organy państwowe. Obecnie funkcjonuje dualizm i urząd mera Kijowa istnieje obok przedstawiciela państwowego. Istnieje możliwość pełnienia obu urzędów przez tę samą osobę. Na przykład 25 czerwca 2014 roku prezydent Petro Poroszenko nominował na stanowisko państwowego przedstawiciela urzędującego mera Witalija Kłyczko.

## Uprawnienia i obowiązki
Art. 13. ustawy O stolicy Ukrainy – bohaterskim mieście Kijów z 15 stycznia 1999 stanowi, że kompetencje mera są określone w ustawie O samorządzie lokalnym na Ukrainie z 21 maja 1997. Oprócz tego art. 17. ustawy O stolicy Ukrainy – bohaterskim mieście Kijów określa dodatkowe kompetencje mera Kijowa. Są one następujące:
1. Uczestniczy w przygotowaniu projektów ustaw przez prezydenta Ukrainy i Radę Ministrów Ukrainy, jeśli dotyczą one Kijowa[3].
2. Uczestniczy w sprawach związanych z organizowaniem imprez krajowych i międzynarodowych w mieście Kijów[3].
3. Uczestniczy w posiedzeniach rady ministrów Ukrainy z prawem głosu doradczego przy rozpatrywaniu spraw dotyczących Kijowa[3].
4. Przekazuje do rozpatrzenia prezydentowi Ukrainy i radzie ministrów projekty aktów prawnych oraz inne propozycje w sprawach dotyczących Kijowa[3].
5. Uczestniczy w sprawach związanych z lokalizacją organów państwowych, przedstawicielstw innych państw i organizacji międzynarodowych w Kijowie, a także w wydarzeniach protokolarnych dotyczących Kijowa[3].
6. Występuje z propozycjami do właściwych organów władzy wykonawczej w sprawach przeniesienia w sferę kierownictwa rady miejskiej Kijowa spraw przeniesienia lub sprzedaży własności komunalnej wspólnoty terytorialnej miasta Kijowa lub jego dzielnic przedsiębiorstw, organizacji, instytucji, ich pododdziałów strukturalnych i innych przedmiotów należących do państwa lub innych form własności, a także udziałów należących do państwa w spółkach akcyjnych zlokalizowanych na terenie Kijowa, jeżeli są ważne dla zapewnienia, by miasto Kijów spełniało swoje funkcje stołeczne[3].
7. Wyraża zgodę na powoływanie i odwoływanie kierowników przedsiębiorstw i miejskich organów[3].
8. Zatwierdza ustawy dotyczące tworzenia, przekształcania lub likwidacji przedsiębiorstw i organizacji o znaczeniu państwowym zlokalizowanych na terenie Kijowa[3].
9. Otrzymuje informacje o działalności wszystkich przedsiębiorstw, instytucji i organizacji na terenie miasta, niezależnie od ich podporządkowania i form własności, w części, która dotyczy działalności Kijowa i wpływa na wykonywanie funkcji kapitałowych przez miasto Kijów[3].

## Lista merów Kijowa
| Lp. | Imię i nazwisko      | Zdjęcie | Przynależność partyjna                         | Rozpoczęcie sprawowania funkcji | Zakończenie sprawowania funkcji | Dodatkowe informacje |
| --- | -------------------- | ------- | ---------------------------------------------- | ------------------------------- | ------------------------------- | --- |
| 1   | Łeonid Kosakiwski    |         | bezpartyjny                                    | 12 czerwca 1997(dts)            | 12 maja 1998(dts)               | Wraz z wejściem w życie Ustawy O samorządzie lokalnym na Ukrainie z 12 czerwca 1997 roku, przewodniczący Rady Kijowa został burmistrzem Kijowa. Został odwołany ze stanowiska 12 maja 1998 roku w związku z wyborem na deputowanego i przejściem do stałej pracy w Radzie Najwyższej Ukrainy. |
| 2   | Ołeksandr Omelczenko |         | Jedność                                        | 30 maja 1998(dts)               | 14 kwietnia 2006(dts)           | Pierwszy mer Kijowa wybrany w demokratycznych wyborach. |
| 3   | Łeonid Czernowecki   |         | Chrześcijańsko-Liberalna Partia Ukrainy        | 14 kwietnia 2006(dts)           | 3 czerwca 2012(dts)             | 1 czerwca 2012 roku zrezygnował z urzędu, a rada miasta przyjęła jego rezygnację. Jego kadencja oficjalnie zakończyła się 3 czerwca 2012 roku. Jako powód rezygnacji podał, że pragnie uniknąć insynuacji politycznych i wykorzystania przez różne siły polityczne przed kolejnymi wyborami. W czasie kadencji Czernoweckiego toczyły się śledztwa związane z podejrzeniem nielegalnej sprzedaży miejskich gruntów i własności przez najwyższych urzędników Czernowieckiego. |
| –   | Hałyna Hereha (p.o.) |         | bezpartyjna                                    | 12 lipca 2012(dts)              | 5 czerwca 2014(dts)             | 12 lipca rada miasta Kijowa wybrała Hałynę Herehę na pełniącą obowiązki mera Kijowa. |
| 4   | Witalij Kłyczko      |         | Ukraiński Demokratyczny Alians na rzecz Reform | 5 czerwca 2014(dts)             | nadal                           | |